# 仿古砖
仿古砖是釉面瓷砖的一种，胚体为炻瓷质（吸水率3%左右）或炻质（吸水率8%左右），用于建筑墙地面，由于花色有纹理，类似石材贴面用久后的效果，行业内一般简称为仿古砖。